# Świekatowo Wschodnie
Świekatowo Wschodnie – stacja kolejowa w Świekatowie, w województwie kujawsko-pomorskim, w Polsce.

## Opis
Świekatowo Wschodnie jest nieczynną stacją kolejową na dawnej trasie linii kolejowej Świecie nad Wisłą – Złotów. Na stacji znajduje się budynek dworca, obecnie zaadaptowany na lokale mieszkalne, zabytkowa wieża ciśnień typu Intze z początku XX wieku, dwa perony wyłożone płytami chodnikowymi, plac przeładunkowy oraz skrajnik kolejowy. Obok stacji znajduje się skrzyżowanie torów z gminną drogą asfaltową łączącą Świekatowo z Szewnem. 

## Imprezy
Towarzystwo Rozwoju Gminy Świekatowo w porozumieniu z Koleją Drezynową z Gdańska organizuje na nieczynnej stacji Festyn Kolejarski "Zapomniany szlak", który odbywa się podczas obchodów Dni Świekatowa.